# Lennon (Familienname)
Lennon ist ein englischer Familienname.

## Namensträger
- Aaron Lennon (* 1987), englischer Fußballspieler
- Alton Asa Lennon (1906–1986), US-amerikanischer Politiker
- Cynthia Lennon (1939–2015), britische Ehefrau von John Lennon
- Dermott Lennon (* 1969), irischer Springreiter
- Diana Lennon (1949–2018), neuseeländische Medizinerin und Hochschullehrerin
- Frank Lennon (1927–2006), kanadischer Fotograf
- Gareth Lennon (* 1973), irischer Musikveranstalter, siehe Joe Hatchiban
- Gordon Lennon (1983–2009), britischer Fußballspieler
- J. Robert Lennon (John Robert Lennon; * 1970), US-amerikanischer Autor, Musiker und Komponist
- Jarrett Lennon (* 1982), US-amerikanischer Schauspieler und Synchronsprecher
- John Lennon (1940–1980), englischer Musiker, Komponist, Songwriter und Friedensaktivist
- Julian Lennon (* 1963), englischer Musiker und Komponist
- Lacy Lennon (* 1997), US-amerikanische Pornodarstellerin
- Luke Lennon-Ford (* 1989), britisch-irischer Sprinter
- Mark Lennon (* 1980), walisischer Rugbyspieler
- Neil Lennon (* 1971), nordirischer Fußballspieler und -trainer
- Patrick Lennon (Bischof) (1914–1990), irischer Geistlicher, Bischof von Kildare und Leighlin
- Patrick Lennon (* 1959), US-amerikanischer Musiker, Mitglied von Venice (Band)
- Patrick Lennon (Schriftsteller) (* 1964), britischer Schriftsteller und Unternehmer
- Patrick Lennon (Baseballspieler) (* 1968), US-amerikanischer Baseballspieler
- Paul Lennon (* 1955), australischer Politiker
- Richard Gerard Lennon (1947–2019), US-amerikanischer Geistlicher, Bischof von Cleveland
- Sean Lennon (* 1975), US-amerikanischer Musiker
- Stephen Yaxley-Lennon (* 1982), britischer Hooligan
- Steve Lennon (* 1993), irischer Dartspieler
- Thomas Lennon (* 1970), US-amerikanischer Schauspieler, Drehbuchautor und Produzent
- Thomas Lennon (Dokumentarfilmer), US-amerikanischer Filmproduzent, Filmregisseur, Drehbuchautor und Dokumentarfilmer